# Giacobbe Fragomeni
Giacobbe Fragomeni (ur. 13 sierpnia 1969 w Mediolanie) – włoski bokser, były zawodowy mistrz świata organizacji WBC w kategorii junior ciężkiej (do 200 funtów).

## Kariera amatorska
Zajął trzecie miejsce na mistrzostwach świata w Budapeszcie w 1997. Przegrał co prawda z Rusłanem Czagajewem w walce o wejście do półfinału, jednak Uzbek został zdyskwalifikowany kiedy wyszło na jaw, że wcześniej stoczył w Stanach Zjednoczonych dwie zawodowe walki. W konsekwencji Fragomeniemu przyznano brązowy medal. W następnym roku został mistrzem Europy na turnieju rozgrywanym w Mińsku. W 2000 wystąpił na igrzyskach olimpijskich w Sydney, jednak odpadł z turnieju już po pierwszej walce.

## Kariera zawodowa
Pierwszy zawodowy pojedynek stoczył w maju 2001. Wygrał pierwsze dwadzieścia jeden walk, a następnie 17 listopada 2006 przegrał w dziewiątej rundzie przez techniczny nokaut z Davidem Haye'em. Haye w szóstej rundzie doznał mocnego rozcięcia skóry w okolicach lewego oka i zaczął mocno krwawić, jednak w dziewiątej rundzie zdołał znokautować Włocha.
Kolejne cztery pojedynki wygrał (m.in. ze swoim rodakiem Vincenzo Rossitto), a następnie zmierzył się z Rudolfem Krajem w walce o wakujący tytuł mistrza świata federacji WBC (po tym jak tytułu zrzekł się Haye, zmieniając kategorię wagową na wyższą). Walka odbyła się 24 października 2008 roku w Mediolanie i zakończyła się zwycięstwem Fragomeniego. Pojedynek został przerwany w ósmej rundzie z uwagi na rozcięcie skóry nad prawym okiem Włocha, które spowodował Czech uderzeniem głową w rundzie siódmej (sędzia ringowy ukarał go za to odjęciem jednego punktu). Do chwili przerwania walki Fragomeni prowadził na punkty u wszystkich trzech sędziów w stosunku 77-74 i to jego ogłoszono zwycięzcą pojedynku.
16 maja 2009 w walce z Krzysztofem Włodarczykiem po raz pierwszy obronił swój pas mistrzowski. Pojedynek zakończył się remisem, chociaż Włoch był w dziewiątej rundzie liczony. W tej samej rundzie Fragomeni jeszcze jeden raz leżał na deskach po ciosach Polaka, jednak sędzia nie zaliczył tego upadku jako nokdaunu. Dzięki decyzji sędziego Włoch zdołał zremisować walkę i tym samym obronić tytuł mistrza świata. Swój tytuł stracił jednak w następnej walce, która odbyła się 21 listopada 2009, przegrywając decyzją większości na punkty z Zsoltem Erdeiem w stosunku 113–115, 114–114 i 113–115. Aby móc zmierzyć się z Fragomenim, Erdei zrezygnował z tytułu mistrza świata federacji WBO w kategorii półciężkiej i zmienił kategorię wagową na wyższą.
15 maja 2010 po raz drugi zmierzył się z Krzysztofem Włodarczykiem. Stawką pojedynku był tytuł mistrza świata WBC, z którego zrezygnował Erdei. Fragomeni przegrał walkę w ósmej rundzie przez techniczny nokaut. Wcześniej w rundzie szóstej był liczony.
5 listopada 2010 w The Royal Hotel w Cancun w Meksyku Włoch pokonał przez TKO w 6-tej rundzie Mieksykanina Eduardo Ayala.
30 kwietnia 2011 w Coliseum Don King w Texcoco w Meksyku, Węgra Laszlo Hubert przez TKO w siódmej rundzie.
8 lipca 2011 w Italy Piazza XX Settembre w Civitanova Marche we Włoszech na punkty Litwina Remigijus Ziausys.
17 marca 2012 w Italy PalaRavizza w Pavia we Włoszech, Fragomeni remisuje ze swoim rodakiem Silvio Branco.
12 grubnia 2012 po raz drugi zmierzył się z Silvio Branco w Italy PalaGarda w Riva del Garda we Włoszech, tym razem wygrywając (niejednogłośnie) na punkty.
6 grudnia 2013 w hali UIC Pavilion w Chicago Fragomeni zmierzył się po raz trzeci z Krzysztofem Włodarczykiem w pojedynku o tytuł mistrza świata federacji WBC, przegrywając przed czasem w szóstej rundzie. W trakcie pojedynku Włoski pięściarz doznał rozcięcia pod lewym okiem, które z każdą kolejną minutą powiększało się. W przerwie między szóstą a siódmą rundą pojedynek został przerwany.
24 października 2014 w Moskwie przegrywa przez nokaut w czwartej rundzie z Rosjaninem Rachimem Czachkijewem.